# Кимрская фабрика имени Горького
Кимрская фабрика им. Горького — предприятие по выпуску средств индивидуальной защиты, единственный в России производитель респираторов «Лепесток», является правообладателем товарного знака «Лепесток». Расположена в г. Кимры, одно из ведущих предприятий города.

## Описание
Фабрика производит средства индивидуальной защиты: респираторов «Лепесток», аэрозольные фильтры АФА-ВП-20.
Штат на август 2011 года — 312 человек.
Показатели за 2010: выручка — 216.8 млн руб., валовая прибыль — 19.9 млн руб., чистая прибыль — 1.3 млн.руб. Кредиторская задолженность на начало 2011 года составляла 40.3 млн руб.
Показатели за 2014 год: выручка — 295 млн руб., валовая прибыль — 123 млн руб., чистая прибыль — 99 млн.руб.
Собстввенники на 2015 год: контрольный пакет акций в размере 53 % принадлежит ОАО "Корпорация «Респиро». Крупными акционерами фабрики являются председатель Совета директоров фабрики Александр Яковлев (25.5 %) и генеральный директор Игорь Жохов (15 %).
Основными потребителями продукции на российском рынке являются такие крупные компании, как: ОАО "Концерн «Энергоатом», которое включает в себя все атомные станции России; РУСАЛ, объединяющая отечественные алюминиевые комбинаты; ОАО "ГМК"Норникель"; ФГУП ПО «Маяк»; ФГУП ПО «Севмаш»; НИИАР; УЭХК; ОАО «СеверСталь» и др. Фабрика успешно работает на рынке СНГ и Восточной Европы — поставляет продукцию в Республику Беларусь, Украину, Казахстан, Армению, Польшу, Болгарию, Литву.

## История
20 сентября 1925 года была организована 1-я Кимрская кооперативно — промысловая артель портных по пошиву мужской и женской одежды. Первым заказчиком стало учреждение «Арктикснаб», для которого изготавливались кожаные пальто летного состава.

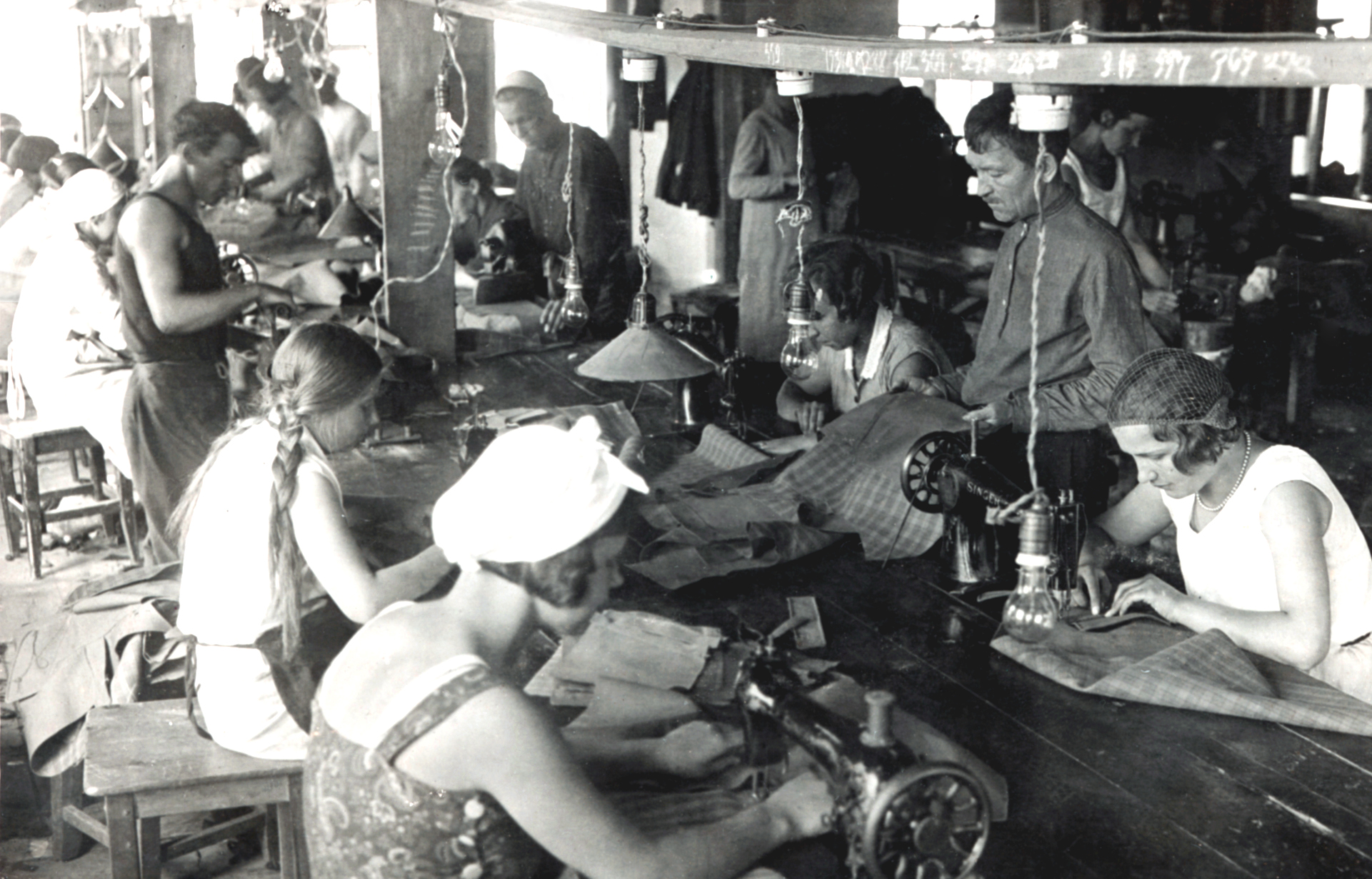
1930 год. На производстве Кимрского Окпромсоюза

В 1933 году артель портных была переименована в Кимрскую артель швейников им. М.Горького. С этого времени по заказам Наркомата Обороны на ней стали шить военное обмундирование: шинели, бушлаты, мундиры и кители.
С 1939 года артель вошла в систему Облшвейпромсоюза Калининского Облпромсовета и находилась в его подчинении до 1956 года.
В годы Великой Отечественной войны производство было перестроено на выпуск продукции для фронта: шлемы для танкистов, погоны, телогрейки, шинели.
В 1956 году артель переименовывается в Кимрскую швейную фабрику им. М. Горького.
До 1960 года фабрика входила в подчинение Калининского Облместпрома, затем была принята в систем легкой промышленности Калининского Совнархоза, а в 1963 году передан в подчинение Московского Совнархоза.

### Производство респираторов «Лепесток»
С 1959 года одновременно с выпуском швейных изделий, фабрика приступила к освоению новой продукции, разработанной советскими учеными И. В. Петряновым, С. М. Городинским, С. Н. Шатским, П. И. Басмановым, а именно — средств индивидуальной защиты органов дыхания при работе с радиоактивными веществами — широко известных ныне респираторов ШБ-1 «Лепесток».
К середине шестидесятых годов прошлого века — фабрика полностью переходит на выпуск СИЗ, в марте 1965 года фабрика переводится в ведение Государственного Комитета СССР по использованию атомной энергии. С этого она получает наименование Кимрской фабрикой им. Горького.

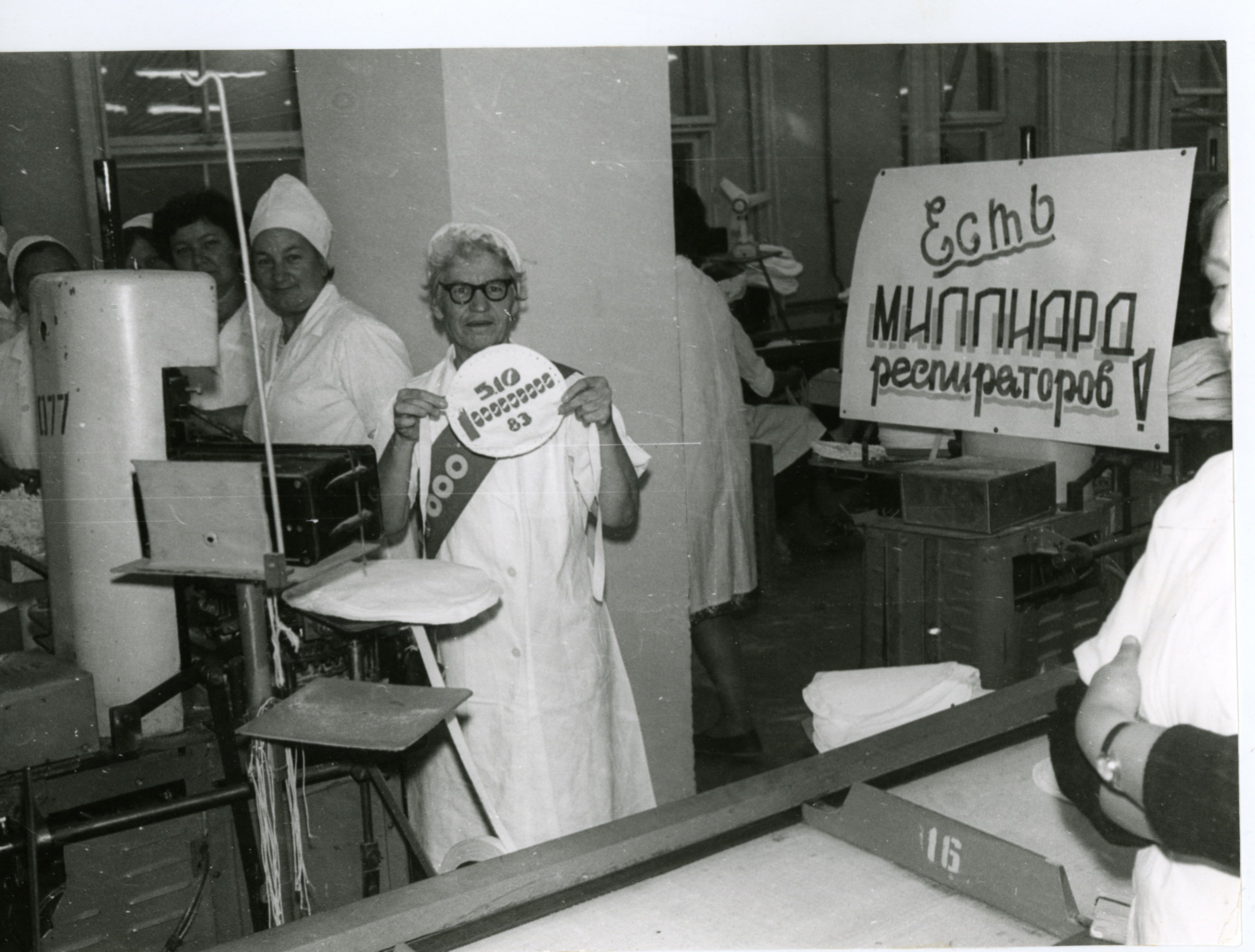
1983 год. Выпущен миллиардный респиратор ШБ-1 «Лепесток»

В 70-е и 80-е годы годовой объем выпуска респираторов ШБ-1 «Лепесток» на фабрике достигает 70 миллионов штук, что составляло половину объема их общего производства в СССР. Продукция фабрики поставлялась более чем в 20 стран Европы, Азии и Африки.
После аварии на Чернобыльской АЭС фабрика работала в три смены, обеспечивая ликвидаторов катастрофы респираторами и защитной одеждой. В июне 1986 года в Чернобыль было поставлено около 300 тысяч респираторов «Лепесток».
В период ликвидации аварии на Чернобыльской АЭС сотрудники фабрики самоотверженно работали круглые сутки, обеспечивая ликвидаторов респираторами и защитной одеждой. Только в июне 1986 года в Чернобыль было поставлено более 300 тыс. штук респираторов «Лепесток» производства Кимрской фабрика им. Горького. Фильтры АФА до сих пор широко используются на территории и в зоне аварии Чернобыльской АЭС.

### Новейшая история
13 мая 1994 года фабрика становится открытым акционерным обществом. В 2004 году приватизирована.
К 2003 году из 5 млрд штук респираторов «Лепесток», произведенных в стране, фабрикой им. Горького изготовлено 3 млрд.
В 2008 году фабрикой освоен выпуск новых видов специальной одежды из ламинированных материалов.
В 2010 году приступила к производству новой серии «СПИРО», респираторы включают в себя практически весь спектр существующих в мирке конструкций фильтрующих полумасок.